# Mehrdad Payandeh (Rechtswissenschaftler)
Mehrdad Payandeh (* 1978 in Teheran, Iran) ist ein deutscher Rechtswissenschaftler. Seine Tätigkeitsschwerpunkte liegen im Völker-, Europa- und Verfassungsrecht. Payandeh ist Inhaber des Lehrstuhls „Öffentliches Recht II – Internationales Recht, Europarecht und Öffentliches Recht“ an der Bucerius Law School in Hamburg und damit der Nachfolger von Doris König.

## Biografie
Nach dem Studium der Rechtswissenschaft an der Heinrich-Heine-Universität in Düsseldorf wurde Payandeh 2004 wissenschaftlicher Mitarbeiter am Lehrstuhl von Alexander Lorz. Nach dem Referendariat (2007–2009) erwarb er 2009/2010 den Grad eines Master of Laws an der Yale Law School. Im Jahr 2008 wurde er mit einer völkerrechtlichen Arbeit an der Universität Düsseldorf promoviert. Im Mai 2012 erhielt er eine Juniorprofessur für Öffentliches Recht und Völkerrecht an der Universität Düsseldorf. Dort habilitierte er sich 2016 und erhielt die venia legendi für die Fächer Öffentliches Recht, Völkerrecht, Europarecht und Rechtstheorie. Am 23. September 2016 erfolgte die Ernennung zum Universitätsprofessor an der Bucerius Law School.
Am 21. Juni 2019 wurde Mehrdad Payandeh auf Vorschlag der Bundesrepublik Deutschland in den Ausschuss zur Beseitigung jeder Form der Rassendiskriminierung der Vereinten Nationen (United Nations Committee on the Elimination of Racial Discrimination [UNCERD]) gewählt.

## Forschung und Lehre
Die Forschungsschwerpunkte von Mehrdad Payandeh sind das Völkerrecht, hier insbesondere Menschenrechtsschutz, Friedenssicherungsrecht und Recht der Vereinten Nationen, Europäisches Verfassungsrecht und Rechtsfragen, die sich mit der dritten Gewalt auseinandersetzen, insbesondere Verfassungsgerichtsbarkeit und internationale Gerichtsbarkeit.

## Schriften (Auswahl)
- Internationales Gemeinschaftsrecht. Zur Herausbildung gemeinschaftsrechtlicher Strukturen im Völkerrecht der Globalisierung. Springer, Berlin 2010, ISBN 978-3-642-13140-0, doi:10.1007/978-3-642-13141-7, ausgezeichnet mit dem Förderpreis für Wissenschaften der Landeshauptstadt Düsseldorf.[6]
- Judikative Rechtserzeugung. Theorie, Dogmatik und Methodik der Wirkungen von Präjudizien. Mohr Siebeck, Tübingen 2017, ISBN 978-3-16-155034-8, ausgezeichnet mit dem Preis der Gesellschaft von Freunden und Förderern der Heinrich-Heine-Universität Düsseldorf.[7]
- Mit Ralph Alexander Lorz: Die Institutionalisierung des europäischen Forschungsraums : zur Organisationsstruktur des Europäischen Forschungsrates. Mohr Siebeck 2012, ISBN 978-3-16-151788-4.